# کارکس ورناکولا
کارکس ورناکولا (نام علمی: Carex vernacula) نام یک گونه از سرده جگن است.